# Ira Sankey
Ira David Sankey (1840 – 1908) est un chanteur et compositeur de gospel américain connu comme le « chantre méthodiste à la voix douce » (The Sweet Singer of Methodism). Il collabore étroitement avec l’évangéliste Dwight L. Moody dans son ministère d’évangélisation,.

## Enfance et formation
Ira David Sankey est né le 28 août 1840 dans la localité d’Edinburgh, près de New Castle, le chef-lieu du Comté de Lawrence, en Pennsylvanie. Il était le fils de David et Mary Sankey, née Leeper. Son père David Sankey était un notable pennsylvanien qui fut notamment rédacteur en chef, banquier, sénateur de l’État de Pennsylvanie puis percepteur dans l’administration Lincloln. Laïc engagé dans l’église méthodiste (Methodist Episcopal church), il était souvent appelé à prendre la parole publiquement sur des sujets religieux devant des assemblées nombreuses.
Encore enfant, le talent musical d’Ira Sankey fut remarqué. En même temps très engagé dans la vie de sa paroisse méthodiste, il en devint rapidement à la fois le chef de chœur, le responsable de l’école du dimanche et le président des UCJG locales. Il put ainsi pendant ses jeunes années développer ses capacités de chanteur, insufflant dans son interprétation des cantiques sa qualité d’émotion et sa puissance.
C’est pendant cette période qu’il connut, âgé de 16 ans, une expérience personnelle de “conversion” pendant une réunion du Réveil à l’Église de King's Chapel (actuellement membre de l’Église méthodiste unie).

## Début de carrière
Lors de la Guerre de sécession en 1861, il s’engagea dans l’armée nordiste. À son retour il obtint un poste au sein de l’administration fiscale. En parallèle, il poursuivit sa carrière de chanteur religieux, jouissant d’une notoriété certaine qui le faisait réclamer dans de multiples réunions religieuses.
Il épousa Fanny Victoria Edwards, qu’il avait connue dans la chorale paroissiale, en septembre 1863 ; ils eurent trois fils, Henry, John Sankey (1868-1912) et Ira Allan Sankey. Aucun d'entre eux n'eut de descendance,.
Son physique était impressionnant, étant de haute stature et surtout doté d’un "coffre" imposant (48 pouces, soit 1 mètre 20 de tour de poitrine !).

## Chanteur duRéveil
Représentant son groupe de l’UCJG à la convention internationale des Unions chrétiennes de Jeunes Gens à Indianapolis en 1870, il impressionna tant Dwight L. Moody, venu représenter Chicago, que ce dernier l’invita immédiatement à le rejoindre pour l’assister dans ses campagnes d’évangélisation. Six mois plus tard, Sankey donna sa démission à l’administration fiscale pour suivre Moody à Chicago.
En 1872, le tandem Moody-Sankey fit la première de ses multiples visites au Royaume-Uni et devint dès lors connu internationalement. Le pasteur revivaliste de Londres Charles Spurgeon adopta et installa les cantiques d’Ira Sankey dans les usages britanniques. À Édinbourg, le passage de Sankey permit de réaliser une collecte de 10 000 livres qui permit d’ouvrir un centre d’évangélisation sur le Royal Mile, toujours en activité actuellement, le Carrubbers Close Mission (en).

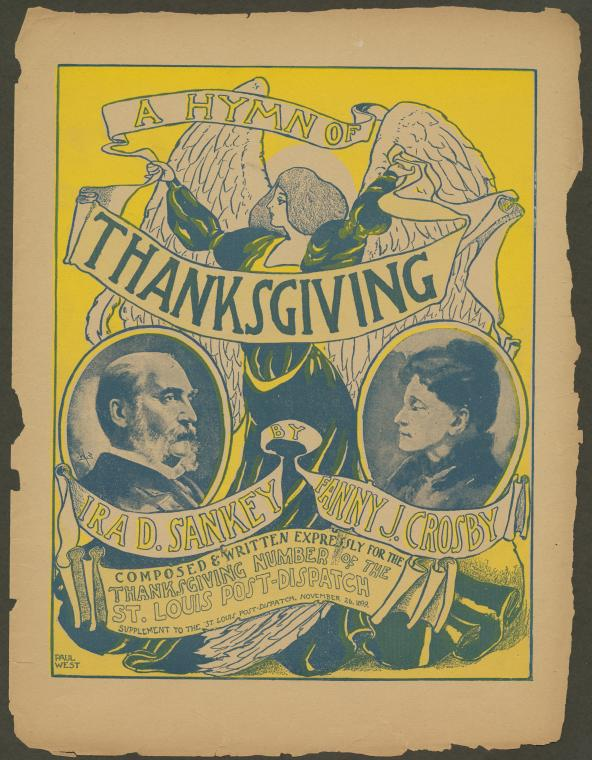
Couverture de la partition de "A Hymn of Thanksgiving" à l'effigie d'Ira Sankey et de Fanny Crosby (26 novembre 1899)

Sankey fut également auteur et surtout compositeur de cantiques protestants ; il fit également de nombreux arrangements. Il participa au projet de publication de "chants sacrés" avec Philip Bliss puis avec James McGranahan et George Stebbins. Ces chants furent publiés aux États-Unis par Biglow & Main Co. et au Royaume-Uni par Morgan & Scott. Cette dernière maison d’édition publia également le principal et plus durable succès de Sankey, le très populaire recueil Sacred Songs and Solos  (communément appelé le "Sankey & Moody") qui réunit graduellement plus de 1200 chants et est toujours en usage aujourd’hui.
Sankey fut le président de la maison d’édition Biglow & Main de 1895 à 1908. Il collabora aussi avec l’auteur la plus prolifique de cette maison,Fanny Crosby, qui devint une amie de sa famille et un partenaire professionnel. Elle était aveugle de naissance et fut un soutien pour Sankey dans ses dernières années, car, atteint d'un glaucome, il fut lui-même atteint de cécité pendant les cinq dernières années de sa vie.

## Œuvres
Sa première et plus célèbre composition, "The Ninety and Nine" ("Les quatre-vingt-dix-neuf") lui fut inspirée dans des conditions particulières. Sankey et Moody étaient en route de Glasgow à Edinbourg en mai 1874, où ils devaient participer à une campagne de 3 jours. En montant dans le train, Sankey avait acheté un hebdomadaire pour un penny. Il n’y trouva guère de sujets intéressants si ce n’est un petit poème qu’il lut à Moody sans toutefois éveiller de réel intérêt chez ce dernier. Sankey découpa le poème et le mit dans sa poche. Au culte de midi le lendemain, Moody venait de prêcher sur la parabole du bon berger et il demanda à Sankey s’il pouvait interpréter un chant de sortie. Bien qu’il n’ait pas encore de musique écrite, une voix intérieure l’encouragea à accepter de se lancer avec ce poème, ce qu’il fit mi-chantant, mi-parlant. À la fin des cinq strophes, Moody s’élança vers lui des larmes dans les yeux lui demandant d'où il tenait ce cantique. The Ninety and Nine était né, et devint le plus célèbre cantique d’Ira Sankey. Les paroles en avaient été composées par une Écossaise, Elizabeth Clephane (en), en 1868.
Parmi les livres qu'il a publiés sous son nom :
- "The Gospel Choir" (Le chœur de gospel)
- "The Male Choir" (Le chœur d'hommes)
- "Christian Endeavor Hymn Book" (Le recueil chrétien des chants gospel)
- "Sankey's Story of the Gospel Hymns" (L'histoire des chants gospel par Sankey)
- "My Life and My Sacred Songs" (Ma vie et mes chants d'église)

À quoi s'ajoutent les recueils de compilation d’œuvres diverses - y compris les siennes :
- "Sacred Songs and Solos" (chants et solos sacrés)
- "Gospel Hymns" (Chants gospel, recueil qui avait atteint 50 millions d'exemplaires en 1908[5])
- "Winnowed Songs" (Recueil de chants pour les écoles du dimanche)
- "Young People's Songs of Praise" (Chants de louange pour les jeunes)

Parmi les hymnes religieux les plus connus qui lui sont dus :
- "The Ninety and Nine" (Les quatre-vingt-dix-nenf, voir plus haut.)
- "There'll Be No Dark Valley" (Il n'y aura plus de vallée des ombres)
- "A Shelter in the Time of Storm" (Un abri dans la tempête)
- "When the Mists Are Rolled Away" (Quand les brouillards se lèveront)
- "Faith is the Victory" (La foi est victoire)

Les gains cumulés d'Ira Sankey en droits d'auteur sont réputés avoir dépassé 500 000 dollars. Il est également réputé avoir tout donné, notamment en faveur de l'école qu'il avait fondée avec Moody, la Northfield School of Bible Study.

## Décès et postérité
Après le décès de Moody en 1899, Sankey tenta de poursuivre seul son effort d'évangélisation mais n'y parvint qu'avec difficulté. En mai 1902, il renonça donc à cette activité, tout en continuant à travailler sur ses publications. À peu près au même moment, il fit quelque peu sensation en quittant l’Église méthodiste pour se joindre à une paroisse réformée, cela principalement par amitié pour le pasteur réformé Cuyler. En 1903, il fut opéré d'un glaucome mais l'opération ne réussit pas il resta pratiquement aveugle.
Sankey mourut 13 août 1908 dans sa maison de Brooklyn. Son épouse décéda en 1910 et son fils John en 1912. Lorsqu’en 1923, un compte en banque à son nom fut découvert, il n’avait plus d’héritier vivant.
En 1979-1980, l’association américaine "Gospel Music Association" reconnut la contribution extraordinaire de Sankey au gospel en l’intégrant au "Gospel Music Hall of Fame" (ou Temple de la renommée du gospel).